# Émile Morinaud
Émile Jean Morinaud, né le 17 février 1865 à Philippeville (Algérie) et mort le 20 février 1952 à Djidjelli (Algérie), est un homme politique français.

## Biographie
Né d'une famille originaire de la Charente et domiciliée pendant plusieurs générations à Puymoyen et Saint-Séverin, Morinaud est resté en Algérie jusqu'à l'âge de 5 ans. Il part alors pour la pension d'Aubeterre (Charente) et, à neuf ans, entre au lycée d'Angoulème, puis, à 14 ans, au lycée d'Alger. Il se fait remarquer, avec René Viviani, comme un élève turbulent. Effectivement, en 1881, ils organisent une émeute dans leur lycée ce qui fera que Morinaud sera expulsé et qu'il rentrera, à 16 ans, chez son père, à Djidjelli. Plus tard, il reprend ses études, obtient son baccalauréat à l'âge de 17 ans et déménage à Paris pour faire son droit. Elève brillant, il est deux fois proclamé lauréat et obtient le deuxième prix d'Histoire du Droit et le troisième prix d'Histoire Civil, à l'occasion de deux Concours de l'école de Droit. Par la suite, il fait son service militaire et est mobilisé en territoire Algérien, puis à la fin de celui-ci, il rentre à Djidjelli, pour s'occuper, pendant 2 ans, de la propriété de son père.
Il rentre en décembre 1887 au journal Le Républicain de Constantine puis en devient rédacteur en chef. En septembre 1889, il se présente au élections départementales et est élu. Cependant, le Conseil de la Préfecture déclare son élection invalide et Morinaud fait appel devant le Conseil d'Etat, mais avant que celui-ci, n'ait statué, il donne 5 mois après, sa démission. Il se représente en octobre 1889, est de nouveau élu. Il débute au Conseil général en faisant une série de propositions visant à avantager les colons. 
En 1892, aux élections municipales de Constantine, Morinaud est réélu. Le 20 août 1893, durant les élections législatives, il est battu par Gaston Thomson. Accusant celui-ci d'avoir gagné grâce au soutien des juifs, il se lance de façon active dans le mouvement antijuif et fonde la Ligue antijuive de Constantine. Il est, durant cette période, un militant de l'abrogation du décret Crémieux, qui accorda collectivement la citoyenneté française à tous les juifs d'Algérie en 1871, il s'illustre dans son « combat » antijuif en interdisant l'accès des juifs de la ville aux services sociaux et aux services de santé.
En 1898, il est exclu du groupe radical-socialiste sur proposition de Paul Faure, en raison de son antisémitisme puis est élu maire de  Constantine la même année comme candidat du Parti français démocratique et antijuif en battant Gaston Thomson qu'il accuse d'agir « au nom des juifs ». Il est secrétaire du groupe antisémite présidé par Édouard Drumont, auteur de La France juive, ouvrage résolument antijuif.
En 1913, il rejoint le parti républicain-socialiste et met entre parenthèses son antisémitisme pour des raisons tactiques, ce qui lui permet de se faire ré-élire à Constantine en 1919, l'étant à nouveau constamment jusqu'en 1940 et gardant son siège jusqu'en 1942.
Maire au moment de l'émeute anti-juive de Constantine, en août 1934, il laissa faire les émeutiers contre lesquels la troupe ne fut envoyée qu'au bout de trois jours.
Après la Première Guerre mondiale, il est ainsi député Républicain socialiste, puis radical , ce qui lui vaut d'être nommé sous-secrétaire d'État à l'Éducation physique du 2 mars au 13 décembre 1930 dans le gouvernement André Tardieu (2), puis à nouveau, du 27 janvier 1931 au 20 février 1932, dans les gouvernements Pierre Laval (1), (2) et (3).

## Sources
- « Émile Morinaud », dans le Dictionnaire des parlementaires français (1889-1940), sous la direction de Jean Jolly, PUF, 1960 [détail de l’édition]